# Mistrzostwa Polski w Biegach Narciarskich 2005
Mistrzostwa Polski w Biegach Narciarskich 2005 – zawody w biegach narciarskich, które rozegrano w dniach 1 lutego – 6 lutego 2005 na trasach C.O.S. Istebna Kubalonka w Wiśle.

## Terminarz
| Data          | Godzina | Konkurencja                       | Złoto              | Srebro                 | Brąz                        | Źródło |
| ------------- | ------- | --------------------------------- | ------------------ | ---------------------- | --------------------------- | ------ |
| 2 lutego 2005 | ? CET   | Sprint stylem klasycznym kobiet   | Justyna Kowalczyk  | Agnieszka Szymańczak   | Kornelia Marek              | [ 1 ]  |
| 2 lutego 2005 | ? CET   | Sprint stylem klasycznym mężczyzn | Janusz Krężelok    | Maciej Kreczmer        | Piotr Kocoń                 | [ 1 ]  |
| 4 lutego 2005 | ? CET   | 5 km stylem klasycznym kobiet     | Justyna Kowalczyk  | Sylwia Jaśkowiec       | Agnieszka Szymańczak        | [ 1 ]  |
| 4 lutego 2005 | ? CET   | 10 km stylem klasycznym mężczyzn  | Maciej Kreczmer    | Janusz Krężelok        | Andrzej Michałek            | [ 1 ]  |
| 5 lutego 2005 | ? CET   | Sztafeta 4×5 km kobiet            | AZS AWF Katowice   | UKS Rawa Siedlce       | MKS Halicz Ustrzyki Dolne   | [ 1 ]  |
| 5 lutego 2005 | ? CET   | Sztafeta 4×10 km mężczyzn         | AZS AWF Katowice 2 | NKS Trójwieś Beskidzka | MKS Halicz Ustrzyki Dolne 1 | [ 1 ]  |
| 6 lutego 2005 | ? CET   | 15 km stylem dowolnym kobiet      | Kornelia Marek     | Weronika Przyczynek    | Urszula Zapotoczna          | [ 1 ]  |
| 6 lutego 2005 | ? CET   | 30 km stylem dowolnym mężczyzn    | Janusz Krężelok    | Kamil Fundanicz        | Arkadiusz Małyjurek         | [ 1 ]  |

## Wyniki
| Miejsce | Zawodniczka          | Czas       | Strata |
| ------- | -------------------- | ---------- | ------ |
|         | Justyna Kowalczyk    | Finał A    |        |
|         | Agnieszka Szymańczak | Finał A    |        |
|         | Kornelia Marek       | Finał A    |        |
| 4.      | Weronika Przyczynek  | Finał A    |        |
| 5.      | Małgorzata Jamróz    | Finał B    |        |
| 6.      | Monika Napora        | Finał B    |        |
| 7.      | Alicja Mrowca        | Finał B    |        |
| 8.      | Urszula Zapotoczna   | Finał B    |        |
| 9.      | Paulina Maciuszek    | 1/4 finału |        |
| 10.     | Karolina Chramiec    | 1/4 finału |        |

| Miejsce | Zawodnik          | Czas       | Strata |
| ------- | ----------------- | ---------- | ------ |
|         | Janusz Krężelok   | Finał A    |        |
|         | Maciej Kreczmer   | Finał A    |        |
|         | Piotr Kocoń       | Finał A    |        |
| 4.      | Paweł Fundanicz   | Finał A    |        |
| 5.      | Mariusz Zawoda    | Finał B    |        |
| 6.      | Kamil Fundanicz   | Finał B    |        |
| 7.      | Mateusz Nuciak    | Finał B    |        |
| 8.      | Sławomir Dziedzic | Finał B    |        |
| 9.      | Andrzej Michałek  | 1/4 finału |        |
| 10.     | Rafał Węgrzyn     | 1/4 finału |        |

| Miejsce | Zawodniczka          | Czas        | Strata |
| ------- | -------------------- | ----------- | ------ |
|         | Justyna Kowalczyk    | 15:25,8 min |        |
|         | Sylwia Jaśkowiec     | 17:38,6 min |        |
|         | Agnieszka Szymańczak | 18:01,9 min |        |
| 4.      | Kornelia Marek       | 18:09,3 min |        |
| 5.      | Urszula Zapotoczna   | 18:29,8 min |        |
| 6.      | Kinga Bieszczad      | 18:31,1 min |        |
| 7.      | Anna Staręga         | 18:32,3 min |        |
| 8.      | Marcela Marcisz      | 18:32,5 min |        |
| 9.      | Weronika Przyczynek  | 18:34,3 min |        |
| 10.     | Aleksandra Prekurat  | 18:38,0 min |        |

| Miejsce | Zawodnik            | Czas        | Strata |
| ------- | ------------------- | ----------- | ------ |
|         | Maciej Kreczmer     | 29:15,3 min |        |
|         | Janusz Krężelok     | 29:44,2 min |        |
|         | Andrzej Michałek    | 31:07,9 min |        |
| 4.      | Kamil Fundanicz     | 31:30,3 min |        |
| 5.      | Piotr Kocoń         | 31:46,7 min |        |
| 6.      | Piotr Śliwka        | 31:52,0 min |        |
| 7.      | Paweł Fundanicz     | 31:55,6 min |        |
| 8.      | Arkadiusz Małyjurek | 32:02,8 min |        |
| 9.      | Mariusz Zowada      | 32:10,2 min |        |
| 10.     | Wojciech Biskup     | 32:25,7 min |        |

| Miejsce | Zawodniczka               | Czas             | Strata |
| ------- | ------------------------- | ---------------- | ------ |
|         | AZS AWF Katowice          | 1:08:03,2 h      |        |
|         | UKS Rawa Siedlce          | 1:16:15,1 h      |        |
|         | MKS Halicz Ustrzyki Dolne | 1:20:09,9 h      |        |
| 4.      | LKS Witów Mszana Górna    | 1:14.58,4 h      |        |
| DNS.    | AZS Zakopane              | nie wystartowały |        |

| Miejsce | Zawodnik                     | Czas             | Strata |
| ------- | ---------------------------- | ---------------- | ------ |
|         | AZS AWF Katowice             | 2:02:51,5 h      |        |
|         | NKS Trójwieś Beskidzka       | 2:03:36,3 h      |        |
|         | MKS Halicz Ustrzyki Dolne I  | 2:04:04,6 h      |        |
| 4.      | LKS Poroniec Poronin I       | 2:10:20,6 h      |        |
| 5.      | UMKS Marklowice              | 2:12:53,6 h      |        |
| 6.      | LKS Poroniec Poronin II      | 2:17:16,8 h      |        |
| 7.      | MKS Halicz Ustrzyki Dolne II | 2:25:16,4 h      |        |
| DNS.    | AZS Zakopane                 | nie wystartowali |        |

| Miejsce | Zawodniczka             | Czas        | Strata |
| ------- | ----------------------- | ----------- | ------ |
|         | Kornelia Marek          | 48:45,5 min |        |
|         | Weronika Przyczynek     | 48:53,3 min |        |
|         | Urszula Zapotoczna      | 50:25,0 min |        |
| 4.      | Agnieszka Szymańczak    | 51:55,8 min |        |
| 5.      | Monika Napora           | 53:01,7 min |        |
| 6.      | Weronika Kubalok        | 53:31,4 min |        |
| 7.      | Małgorzata Kleszczyńska | 57:38,2 min |        |
| 8.      | Magdalena Handermander  | 58:12,7 min |        |
| 9.      | Małgorzata Sroka        | 58:29,4 min |        |
| 10.     | Karolina Krężelok       | 58:31,9 min |        |

| Miejsce | Zawodnik            | Czas        | Strata |
| ------- | ------------------- | ----------- | ------ |
|         | Janusz Krężelok     | 1:25:28,5 h |        |
|         | Kamil Fundanicz     | 1:26:43,9 h |        |
|         | Arkadiusz Małyjurek | 1:28:04,0 h |        |
| 4.      | Grzegorz Bril       | 1:28:18,2 h |        |
| 5.      | Rafał Węgrzyn       | 1:28:46,5 h |        |
| 6.      | Mariusz Hluchnik    | 1:29:57,1 h |        |
| 7.      | Andrzej Michałek    | 1:30:37,6 h |        |
| 8.      | Bogusław Gracz      | 1:31:07,1 h |        |
| 9.      | Wiktor Kubiński     | 1:31:09,4 h |        |
| 10.     | Mateusz Nuciak      | 1:31:51,6 h |        |